# Diòcesi de Tamada
La Diòcesi de Tamada o Tamadia (del llatí: Tamadensis Dioecesis) és una seu desapareguda i avui diòcesi titular de l'Església Catòlica.

## Història
Tamada, antiga ciutat identificable amb Aïn-Tamda, prop de Masqueray en l'actual Algèria, és una antiga seu episcopal de la província romana de Mauritània Cesariense.
En 1933 es va establir com a seu titular episcopal, mantenint-se així al dia d'avui, sent el seu actual bisbe titular, monsenyor Santos Abril y Castelló que és al temps arxipreste de la Basílica Papal de Santa Maria la Major i vicecamarleng de la Cambra apostòlica.

## Ordinaris passats i presents
- Donat † (esmentat en el 411) (bisbe donatista)
- Romà † (esmentat en el 484)

## Bisbes titulars passats i presents
- José Ivo Lorscheiter † (12 de novembre de 1965 - 5 de febrer de 1974, bisbe de Santa Maria, Río Grande do Sul)
- Antônio Carlos Mesquita † (8 d'abril de 1974 - 6 de març de 1977, bisbe de Oliveira, Minas Gerais)
- Santos Abril y Castelló, des del 29 d'abril de 1985
- Aldo Giordano, des del 26 d'octubre de 2013